# Séby
Séby település Franciaországban, Pyrénées-Atlantiques megyében. Lakosainak száma 210 fő (2022. január 1.). Séby Auga, Doumy, Lonçon, Méracq, Mialos és Viven községekkel határos.

## Népesség
A település népessége az elmúlt években az alábbi módon változott:
| Lakosok száma | 201  | 197  | 202  | 195  | 194  | 196  | 201  | 205  | 210  |
|               | 2013 | 2015 | 2016 | 2017 | 2018 | 2019 | 2020 | 2021 | 2022 |